# Nilgiraspis andrewesi
Nilgiraspis andrewesi es una especie de insecto coleóptero de la familia Chrysomelidae.
Fue descrita científicamente en 1914 por Spaeth.